# Cryphia basimaculata
Cryphia basimaculata là một loài bướm đêm trong họ Noctuidae.